# Der Al Capone vom Donaumoos
Der Film Der Al Capone vom Donaumoos ist ein dokumentarisches Biopic mit dem bayrischen Ein- und Ausbrecherkönig Theo Berger in der Titeltrolle. Der Film von Oliver Herbrich entstand 1985 während der kurzzeitigen Haftverschonung Bergers an Originalschauplätzen im Donaumoos. Er wurde auf den Hofer Filmtagen uraufgeführt und lief 1987 erfolgreich im Kino. 30 Jahre später wurde der Film digital remastered und erneut auf die Leinwand gebracht.

## Handlung
Am 22. Januar 1968 wird der 27-jährige Theo Berger wegen über 70 Delikten zu 15 Jahren Zuchthaus und 10 Jahren Sicherungsverwahrung verurteilt. Die Verlesung der Anklage dauert über eine Stunde. Die Delikte reichen von Automatenaufbruch bis zu Bankraub mit gefährlicher Körperverletzung. Drei seiner Brüder sind als Mittäter ebenfalls angeklagt. So fand die Geschichte der „Berger-Bande“ erstmal ihr Ende. Aus dem Einbrecherkönig wird nun der Ausbrecherkönig. Dabei begangene Straftaten bringen ihm nur anderthalb Jahre später weitere 15 Jahre Zuchthaus und erneute Sicherungsverwahrung ein.
Auch wenn seine Entwicklung zum Kriminellen symptomatisch erscheint, passt Theo Berger nicht in das Klischee des kaltblütigen Verbrechers, der aus niederen Beweggründen handelt. Aus einem subjektiven Gerechtigkeitsempfinden heraus ging es ihm darum, sich nichts gefallen zu lassen. Ein ganz wesentlicher Aspekt, in dem Theo Berger sich von anderen Kriminellen unterscheidet, ist seine Heimatverbundenheit. Während der wirkliche Al Capone in die Fremde geht, um sich in Amerika ein Imperium aufzubauen, hat Theo Berger seine Heimat nie verlassen. So avanciert der Donaumoos-Capone über seinen individuellen Fall hinaus zum Volkshelden: Über Nacht verschwinden seine Steckbriefe, in Berlin benennt sich eine Kommune aus der Studentenbewegung nach ihm. Während die Presse ihn in der Tradition der süddeutschen Anarchisten vom Schinderhannes bis hin zum Bayerischen Hiasl sieht, repräsentiert er für die Justiz das Bild vom unverbesserlichen Kriminellen, an dem sich mit 50 Jahren Freiheitsentzug ein Exempel statuieren lässt.
Nach mehreren Ausbrüchen, bei denen er allerdings keine Straftaten mehr begeht, wird Theo Berger nach über 22 Jahren im Juni 1985 Haftverschonung gewährt: Er leidet an Blutkrebs. Todkrank und ohne Resozialisierungsmaßnahmen wird Theo Berger mit monatlich 330 Mark Sozialhilfe in Freiheit gesetzt. Sechs Wochen nach Abschluss der Dreharbeiten wird er nach einem Schusswechsel mit der Polizei erneut verhaftet. Bei ihm werden eine Pistole und Dum-Dum-Geschosse gefunden.

## Entstehungsgeschichte
Nach seinem erfolgreichen Debütfilm Das stolze und traurige Leben des Mathias Kneißl wandte sich Regisseur Oliver Herbrich an die JVA Straubing, wo Theo Berger einsaß. Er wurde jedoch nicht vorgelassen. Theo Berger hatte damals bereits seine Autobiografie geschrieben, die aus dem Gefängnis geschmuggelt und beim Spiegel Verlag abgetippt wurde. Über Bergers Anwalt Frank Niepel kam Herbrich 1985 an diese und weitere (Prozess-)Unterlagen. Obwohl ein gut dotiertes Angebot eines Großverlags für Theo Bergers Lebensgeschichte vorlag, entschied der sich, den Film mit Oliver Herbrich zu realisieren. Herbrich bot ihm an, ihn authentisch zu porträtieren. Berger sollte vom Mythos des Volkshelden, der er in der Presse war, befreit werden und an der Gestaltung des Films beteiligt sein. Berger saß bereits 22 Jahre im Zuchthaus, später Strafhaft, und hatte schon mehrere Ausbrüche hinter sich. Es war klar, dass der Film außerhalb der JVA realisiert werden musste.
Auf Grund einer lebensbedrohlichen Leukämieerkrankung erhielt Berger im Juni 1985 Haftverschonung. Berger war nun frei, aber unheilbar krank und das Filmprojekt drohte abermals zu scheitern. Er wurde mit Interferon behandelt, das gut anschlug. Ansonsten war er zum Nichtstun verurteilt, da er andernfalls wieder haftfähig wäre. Da es keine Vorbereitung auf seine Freilassung noch sonstige Betreuung gab, waren die auf Bergers ausdrücklichen Wunsch begonnenen Dreharbeiten im November 1985 letztlich die einzige Form der Auseinandersetzung mit seinen Taten. Berger, der in jahrelanger Einzelhaft das Artikulieren und die Aussprache verlernt hatte, erwies sich bei den Interviews als eloquent und selbstreflektiert. Er beschönigte nichts und verschwieg nichts, war weder larmoyant noch eitel. Der Film wurde auf dem elterlichen Bauernhof in Ludwigsmoos gedreht und viele Mitstreiter und Kontrahenten aus dem Donaumoos wurden an Originalschauplätzen mit einbezogen.
Am 5. März 1986 wurde Theo Berger nach einem Schusswechsel mit der Polizei erneut verhaftet. Er war in einem gestohlenen Auto beim Auskundschaften einer Bank beobachtet worden. Berger kam zurück in die JVA Straubing, wo er die Reststrafe sowie weitere 12 Jahre Haft abzubüßen hatte. Herbrich stellte den Film ohne Berger fertig. Er wurde im Oktober 1986 auf den Hofer Filmtagen uraufgeführt. Drei Jahre später wurde Bergers Autobiografie unter dem Titel Ausbruch als Buch veröffentlicht. Nun trat das ZDF an Herbrich mit der Idee eines Spielfilms heran. Dieser wollte jedoch lieber eine Fortsetzung des Dokumentarfilms mit einer Miniaturkamera drehen. Doch dazu kam es nicht mehr. 2003 nahm sich Theo Berger nach 39 Jahren Haft in Straubing das Leben.
2017 wurde der Film digital restauriert und erfolgreich wieder aufgeführt. Diesmal berichtete auch der Bayerische Rundfunk über den Film.

## Kritik
Frauke Hanck gab dem Film zum Kinostart 1987 die Bestnote „100 %“ und schrieb in der Münchner TZ: „Schon zu Lebzeiten eine Legende und gerade wieder verurteilt: Theo Berger ist nicht der Held, aber die Hauptfigur in Oliver Herbrichs Film. Der Münchner Regisseur hat das Drehbuch zusammen mit Berger geschrieben, um dieses filmische Portrait des ‚Ein und Ausbrecherkönigs‘ so nah wie möglich an der Realität zu halten. Kritik an der Justiz bleibt da nicht aus. Er setzt auf die Kraft und Magie der authentischen Bilder und Personen – und erreicht damit fast Thriller Spannung.“
„Ein nüchternes Portrait“ überschrieb Andreas Friedemann seine Rezension im Münchner Merkur 1987: „Das Gericht hätte sich diesen Film ansehen sollen, bevor es daran ging, die Person des Angeklagten zu würdigen. Nicht, weil Herbrich Berger zum Märtyrer verklärt, für dessen Taten die Gesellschaft verantwortlich zu machen ist: Dergleichen banale Opferforschung lässt Herbrich getrost bleiben. Ganz abgesehen davon, dass sie ein Mann wie Theo Berger gar nicht zulassen würde, unbequem und kritisch wie er sich selbst gegenüber ist.“
Hans Günther Pflaum hob ebenfalls Bergers Abgeklärtheit hervor und urteilte in der Süddeutschen Zeitung: „Theo Berger, der es mit zahlreichen Ein- und Ausbrüchen zu einiger Berühmtheit in der jüngeren deutschen Kriminalgeschichte und zu ambivalenter Popularität in der Boulevardpresse gebracht hat, wird in Oliver Herbrichs Dokumentarfilm „Der Al Capone vom Donaumoos“ vom Mythos des legendären Gangsters befreit. Die lakonische Nüchternheit, mit der Berger seine eigene Biografie kommentiert, bestimmt dabei die eigentliche Qualität dieses Dokuments.“
Unter der Überschrift „Klaffende Wunden“ berichtete Michael Althen in der Münchner Stadtzeitung über den Hauptdarsteller: „Da sitzt er dann neben seiner Tochter und kann sie nicht in die Arme schließen, weil ihm das in 22 Jahren Haft ausgetrieben wurde, weil er dazu nicht mehr die Kraft hat. Dafür hat er sich instinktiv Größe und Würde bewahrt. So etwas sieht man nicht oft in deutschen Filmen. Soviel Realität wagt heute keiner mehr.“
Bei der Wiederaufführung im Jahr 2017 wurde die Machart des (nun 30 Jahre alten Films) Films erneut positiv besprochen. Theo Berger hat von seiner Leinwandpräsenz nichts eingebüßt.